# Mythimna ferrago
Mythimna ferrago là một loài bướm đêm trong họ Noctuidae.

## Hình ảnh

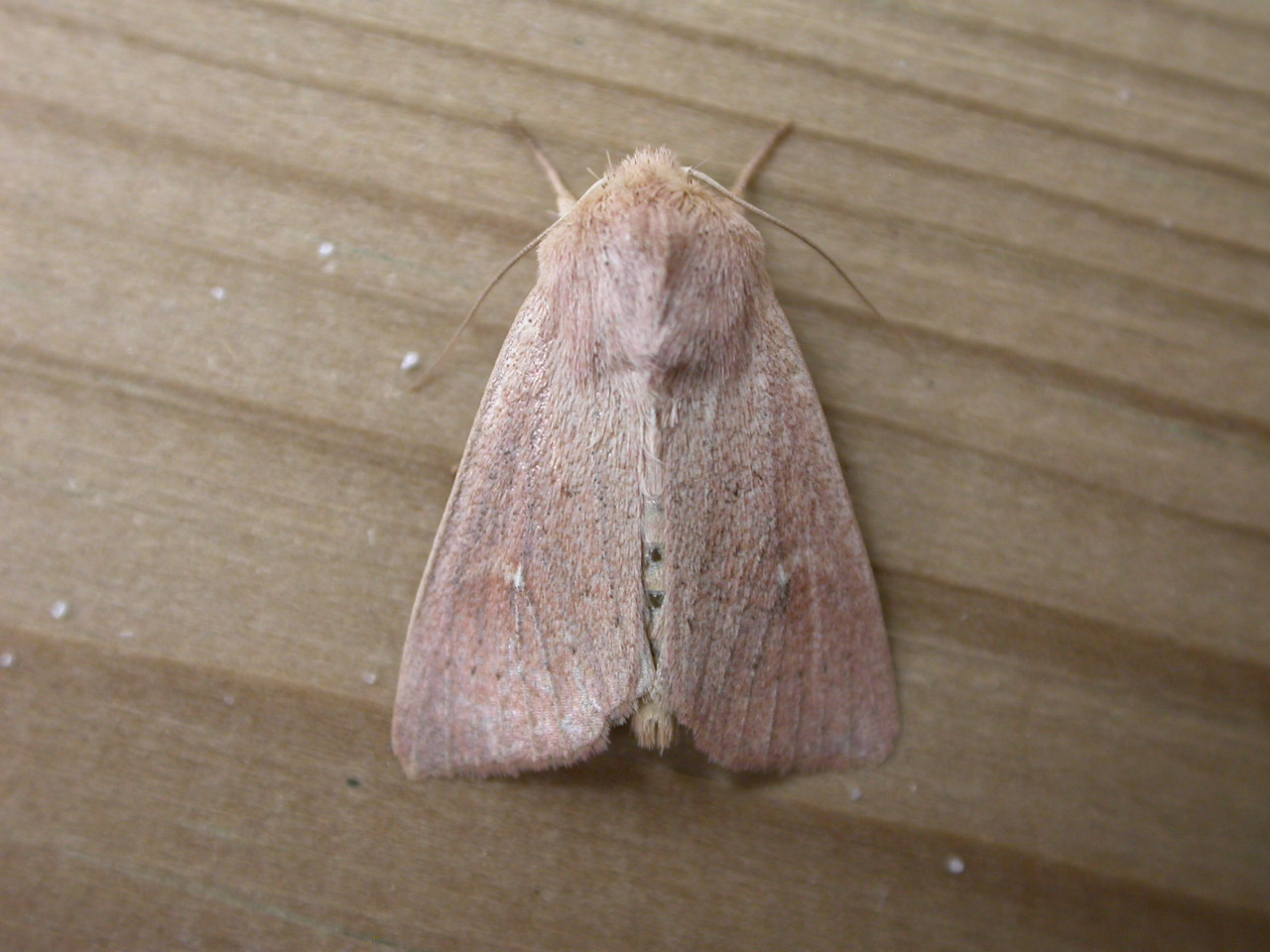
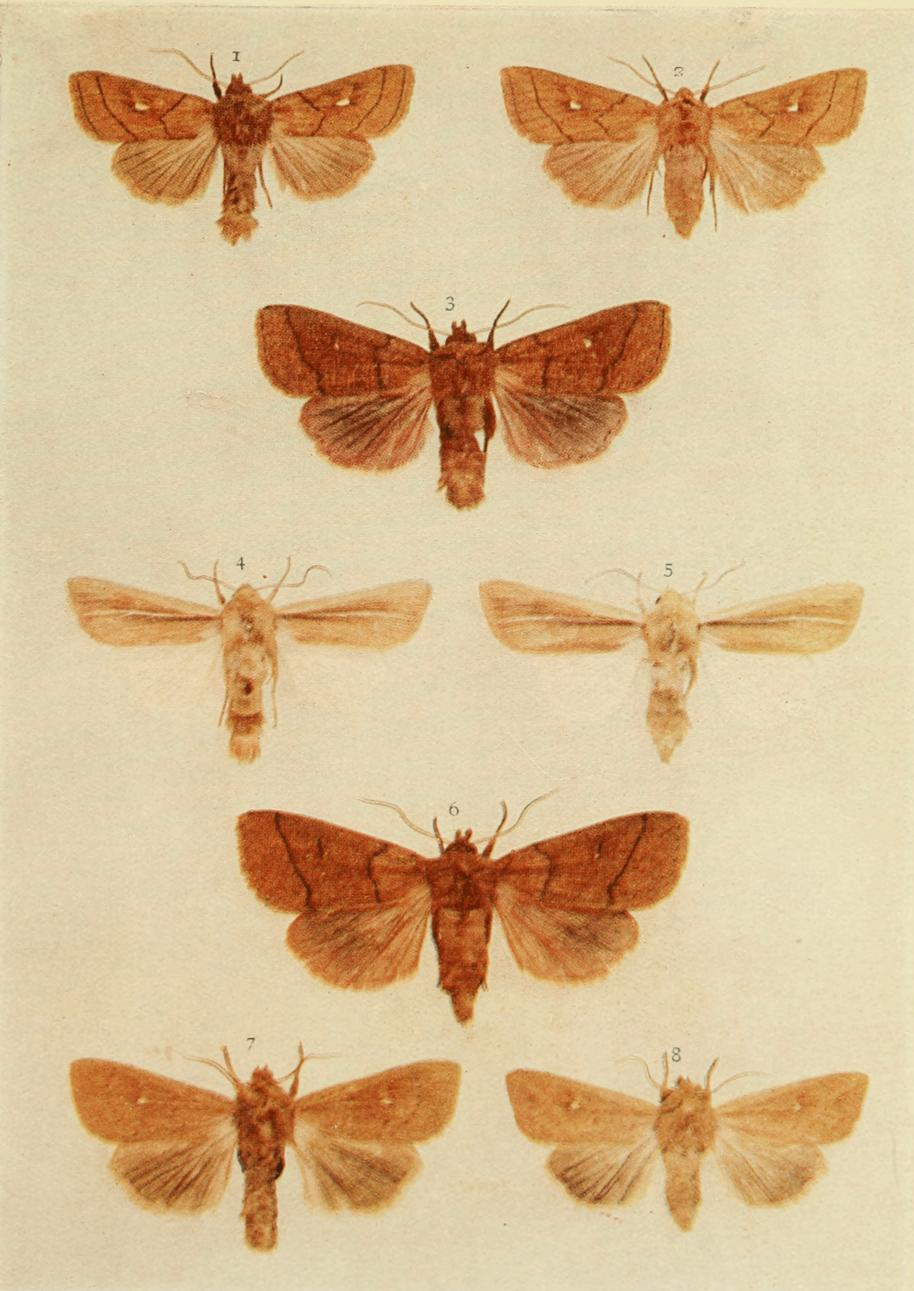
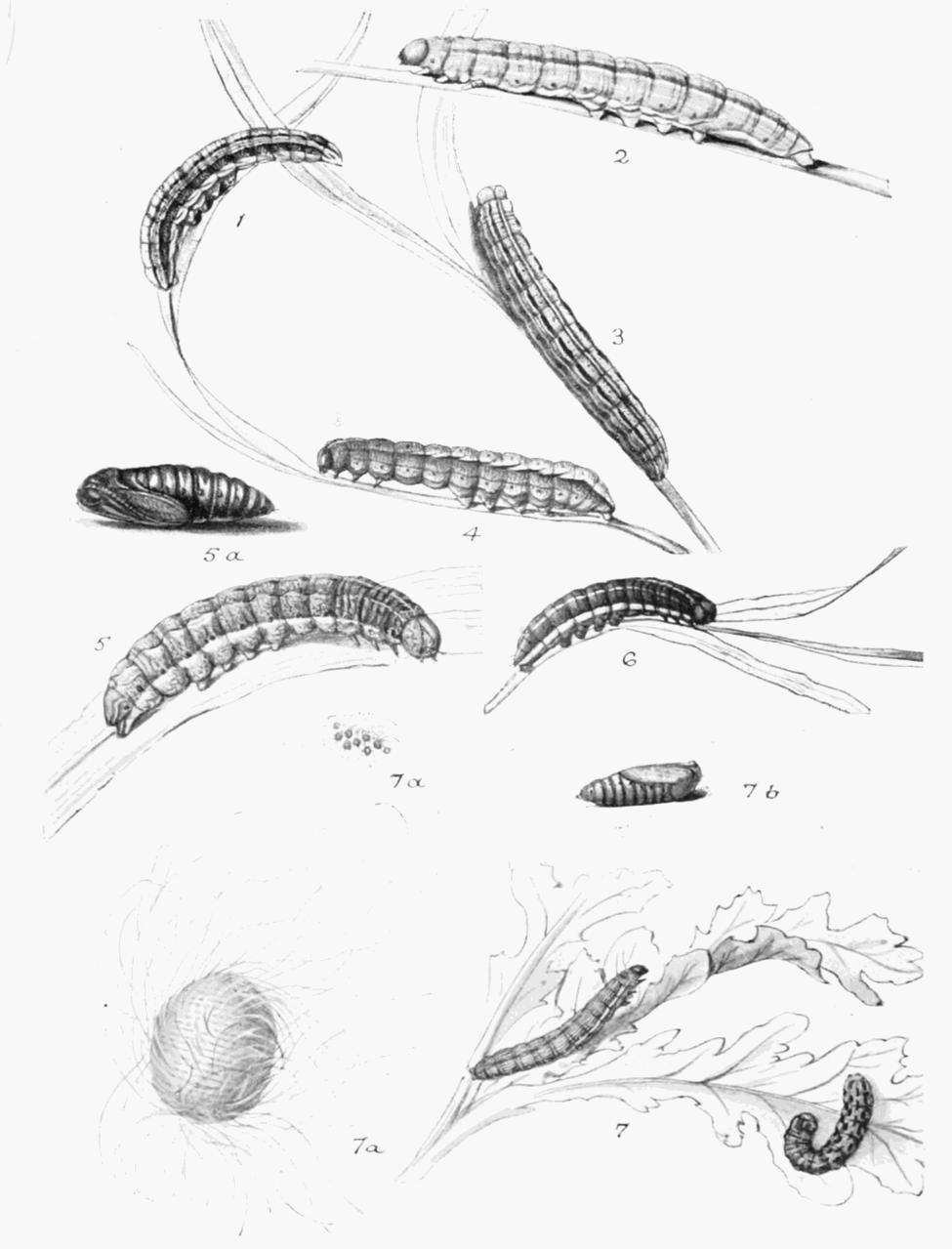
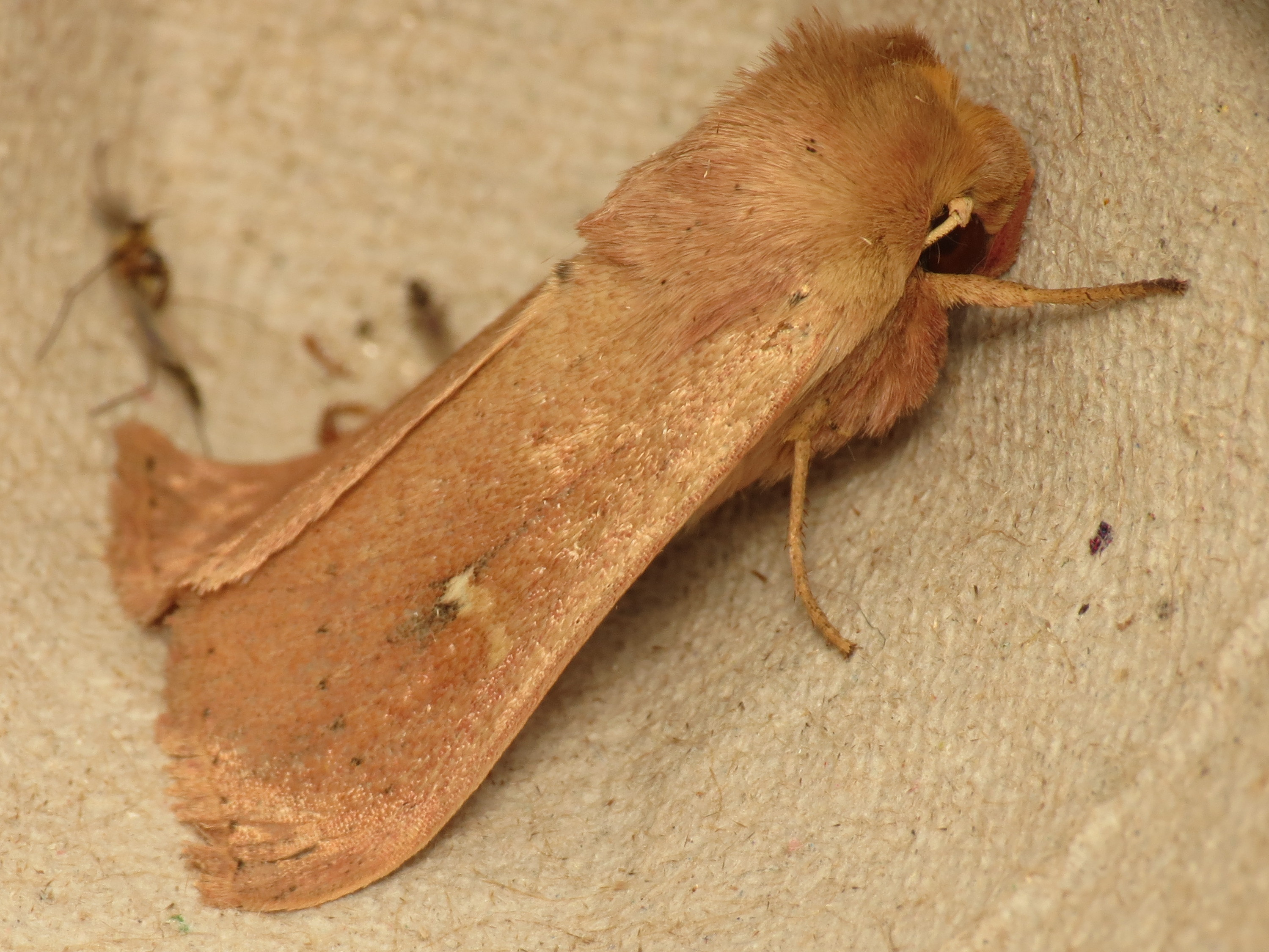